# 다한증
다한증(多汗症, 영어: hyperhidrosis) 또는 땀과다증(-過多症)은 인체의 땀 배출이 체온의 조절에 필요한 범위를 넘어 비정상으로 증가하는 것을 가리키는 증상이다. 손, 발, 얼굴, 겨드랑이 등에서 일상 생활에 지장을 초래할 만큼 과잉 발한이 나타나는 질환이다.
다한증이 의심되면 피부과에 가보는게 좋다.

## 원인
다한증은 인체의 교감신경이 항상성 조절에 실패해 체온 상승과는 관계없이 땀이 과잉하게 방출되는 질환이다. 얼굴, 손, 겨드랑이 등에서 많이 볼 수 있다. 땀이 발생하는 부위에 따라 전신 다한증, 국소성 다한증으로 나눌 수 있다. 손바닥, 발바닥 등에 발생하는 국소다한증은 긴장, 불안, 초조 등의 감정적, 정신적인 원인으로 인해 발생하는 경우가 많으나, 전신 다한증은 긴장이나 불안, 초조 등의 감정적, 정신적인 원인에 의한 발한이 아닌, 신체 기능의 조절 실패에 의해 일으켜지는 병적인 발한이 많다. 국소성 다한증은 병의 용태나 책임 부위의 원인이 명확하게 해명되지 않고 있다. 갑상선 기능 항진증(바제도병 등), 뇌하수체 기능항진증, 당뇨병, 갈색 세포종, 선단 비대증과 같이 내과적 질환의 일부 증상으로서 나타나기도 한다.

## 영향
환자는 다한의 증상에 의해 여러 가지 정신적 고통을 받는다. 일이나 공부에 악영향을 미치거나 대인관계에 지장을 초래하는 일이 있어, 삶의 질(QOL)을 현저하게 저하시킨다. 그렇지만, 다한증의 사회적 인지도는 낮은 편이어서, 본인이 병으로 인식하고 있지 않거나 타인에게 이해되지 않은 경우, 우울증으로 발전하거나 사회적인 고통을 받는 환자들도 있다.

## 치료
치료 방법으로는 염화 알루미늄액의 외용, 통전 요법(이온 영동 치료), 보톡스 주사, ETS 수술(내시경 흉부 교감신경절제술) 등의 방법이 있지만, 각각의 치료 방법에 장단점이 있어 병의 경중에 따라 적절한 방법을 선택할 필요가 있다.